# Streptogrisin B
Streptogrisin B ist ein Enzym aus Streptomyces griseus.

## Eigenschaften
Streptogrisin B ist eine Serinprotease und wird als Zymogen gebildet. Streptogrisin B hydrolysiert Proteine nach größeren aliphatischen oder aromatischen Aminosäuren, ähnlich wie Chymotrypsin. Es besitzt Disulfidbrücken. Streptogrisin B wird von Lysobacter enzymogenes sezerniert, vermutlich um als Verdauungsenzym Proteine in der Umgebung zu zerlegen.